# Васьков, Алексей Иванович
Алексей Иванович Васьков (1905, с. Безопасное, Безопасненская волость, Ставропольский уезд, Ставропольская губерния, Российская империя — 1959) — советский хозяйственный, государственный и партийный деятель.

## Биография
Родился в 1905 в селе Безопасное, Безопасненской волости Ставропольского уезда Ставропольской губернии Российской империи (ныне село в составе Труновского района Ставропольского края Российской Федерации).
Член ВКП(б) с 1928 года.
С 1938 года — на хозяйственной, общественной и политической работе. В 1938—1959 годах — заведующий Сельскохозяйственным отделом Краснодарского краевого комитета ВКП(б), ЦК КП(б) Киргизии, секретарь Иссык-Кульского областного комитета КП(б) Киргизии по кадрам, 1-й секретарь Фрунзенского областного комитета КП(б) Киргизии, секретарь ЦК КП(б) Киргизии по животноводству, заместитель секретаря ЦК КП(б) Киргизии по животноводству, секретарь ЦК КП(б) Киргизии по кадрам, 1-й секретарь Невинномысского районного комитета ВКП(б), заведующий Отделом партийных, профсоюзных и комсомольских органов, секретарь, 2-й секретарь Ставропольского краевого комитета ВКП(б), 1-й секретарь Областного комитета КПСС Карачаево-Черкесской автономной области, директор Ставропольской краевой партийной школы.
Избирался депутатом Верховного Совета СССР 4-го созыва.
Умер в 1959 году.